# Штрела
Штрела (нім. Strehla) — місто в Німеччині, розташоване в землі Саксонія. Входить до складу району Майсен.
Площа — 30,07 км2. Населення становить 3688 ос. (станом на 31 грудня 2020).